# Régis Delépine
Régis Delépine (La Bohalle, 22 de desembre de 1946) va ser un ciclista francès que fou professional entre 1970 i 1980. Durant la seva carrera professional aconseguí 6 victòries, destacant per sobre de totes una etapa del Tour de França de 1977.

## Palmarès
- 1972
  - Vencedor d'una etapa al Critèrium del Dauphiné Libéré
  - 1r del Premi de Langemark
- 1973
  - 1r de la París-Camembert
  - Vencedor d'una etapa al Tour d'Indre-et-Loire
- 1974
  - 1r de la Bordeus-París, ex aequo amb Herman van Springel
  - Vencedor d'una etapa al Tour d'Indre-et-Loire
- 1975
  - 1r al Circuit de l'Indre
  - 1r a Chateau-Gontier
  - 1r a Poullalouen
- 1976
  - 1r a Rochecorbon
  - Vencedor de 2 etapes al Circuit de La Sarthe
  - Vencedor d'una etapa del Tour del Mediterrani
- 1977
  - 1r de la París-Bourges
- 1979
  - 1r al Gran Premi de Peymeinade
- 1980
  - 1r al Tour de l'Oise
  - 1r al Circuit de l'Indre

### Resultats al Tour de França
- 1970. Abandona (5a etapa)
- 1971. Abandona (3a etapa)
- 1972. 76è de la classificació general
- 1973. 82è de la classificació general
- 1974. 101è de la classificació general
- 1975. 77è de la classificació general
- 1977. Abandona (17a etapa). Vencedor d'una etapa
- 1978. 76è de la classificació general